# Янушевский, Виктор Францевич
Ви́ктор Фра́нцевич Януше́вский (23 января 1960, Минск, Белорусская ССР, СССР — 23 июня 1992, Берлин, Германия) — белорусский советский футболист.

## Игровая карьера
Родился и вырос в Минске. В детстве занимался, помимо футбола, такими видами спорта, как баскетбол, волейбол, лёгкая атлетика, выступал на городских соревнованиях.
С 1970 года занимался в минской СДЮШОР, первый тренер — Вячеслав Автушко. Играть в футбол начинал на позиции нападающего, забивал голы; однажды, когда на игру не явился один из защитников, Автушко поставил Янушевского на его место, и в защите Виктор играл с того времени до конца жизни.
В минском «Динамо» оказался в 1977 году, в возрасте 17-ти лет. Первые два сезона в составе динамовцев провёл в первой лиге, сыграв 23 матча за 2 года; и в том, и в другом сезоне команда входила в число лидеров лиги, заняв в 1977 4-е место, а в 1978 став 3-й и выйдя в высшую лигу. В те же годы Янушевский играл за юношеские команды СССР, выиграв европейское первенство 1978 года и став вторым на молодёжном ЧМ-1979, где советские футболисты уступили в финале аргентинцам, в составе которых играл, в частности, Диего Марадона.
В минском «Динамо» Янушевский играл до конца сезона-1988 и был игроком основного состава клуба, в том числе и в те годы, когда динамовцы, руководимые Эдуардом Малофеевым, выиграли «золото» и «бронзу» союзного первенства. Именно после тех успехов Янушевского приглашали в олимпийскую и главную сборную СССР, но там его карьера не сложилась (4 и 2 игры соответственно). Также во время выступлений за «Динамо» Виктор дважды включался в списки лучших игроков сезона в СССР.
После того, как Янушевского отчислили из команды в рамках её «омолаживания», его по рекомендации генерала Леонида Исаева пригласил в свою команду тогдашний тренер ЦСКА Павел Садырин. В сезоне-1989 ЦСКА выиграл первенство первой лиги и вышел в высшую лигу, где в последующие сезоны завоевал сначала «серебро», а затем, в последнем союзном чемпионате, «золото».
Янушевский в то время уходил из клуба и снова возвращался: он попробовал себя в роли легионера, но каких-либо успехов за рубежом не добился. Три месяца он провёл в составе аутсайдера 4-го английского дивизиона «Олдершота», тамошняя силовая манера игры не понравилась ему; затем провёл один сезон (1991/92) в составе немецкой «Теннис-Боруссии» в одной из низших лиг страны.

## Смерть
Янушевский умер 23 июня 1992 года в Берлине. Существуют расхождения в источниках как о причине смерти, так и о её месте: по одним данным, Янушевский умер от остановки сердца (так, в частности, написано в свидетельстве о смерти) на футбольном поле, по другим — повесился в отеле. По мнению жены Виктора, у него мог оторваться тромб.

## Стиль игры
Отличался высокими бойцовскими качествами, умело играл головой, хорошо выбирал позицию, был силён в единоборствах. —  Энциклопедия «Российский футбол за 100 лет». Октябрь 1997 года.

## Семья
У него остались жена Валентина (мастер спорта по фигурному катанию) и две дочери — Светлана и Яна, которые обе занимались художественной гимнастикой, первая — мастер спорта, вторая — мастер спорта международного класса, чемпионка Европы и серебряный призёр чемпионата мира.

## Память
Ассоциация белорусского мини-футбола по четным годам проводит турнир-мемориал имени Виктора Янушевского.

## Достижения
- Чемпион СССР: 1982, 1991
- 2-е место в чемпионате СССР: 1990
- 3-е место в чемпионате СССР: 1983
- Победитель Первой лиги СССР: 1989
- Обладатель Кубка СССР: 1990/91
- Финалист Кубка СССР: 1986/87
- Победитель юниорского турнира УЕФА: 1978
- В 1978 году присвоено звание мастера спорта
- 2-е место на чемпионате мира среди игроков не старше 20 лет: 1979
- В списке 33 лучших футболистов сезона в СССР: 1980, 1982 (оба раза — № 3)